# HD 108399
HD 108399，又名BD+72 565，SAO 7563、HR 4740，是一颗恒星，视星等为6.24，位于銀經125.67，銀緯45.06，其B1900.0坐标为赤經12h 22m 3.6s，赤緯+72° 45.06′ 3″。